# Principado episcopal de Dorpat
El principado episcopal de Dorpat (en estonio: Tartu piiskopkond; en bajo alemán: Bisdom Dorpat; en latín: Ecclesia Tarbatensis) fue un principado medieval que existió desde 1224 hasta 1558, y que abarcaba lo que son ahora los condados de Tartu, Põlva, Võru y Jõgeva, en Estonia. El príncipe-obispo fue un miembro soberano del Sacro Imperio Romano Germánico (formalmente desde el 6 de noviembre de 1225) y parte de la Confederación de Livonia hasta su disolución en 1561. El príncipe-obispo era a su vez el obispo de la diócesis de Dorpat de la Iglesia católica.

## Historia

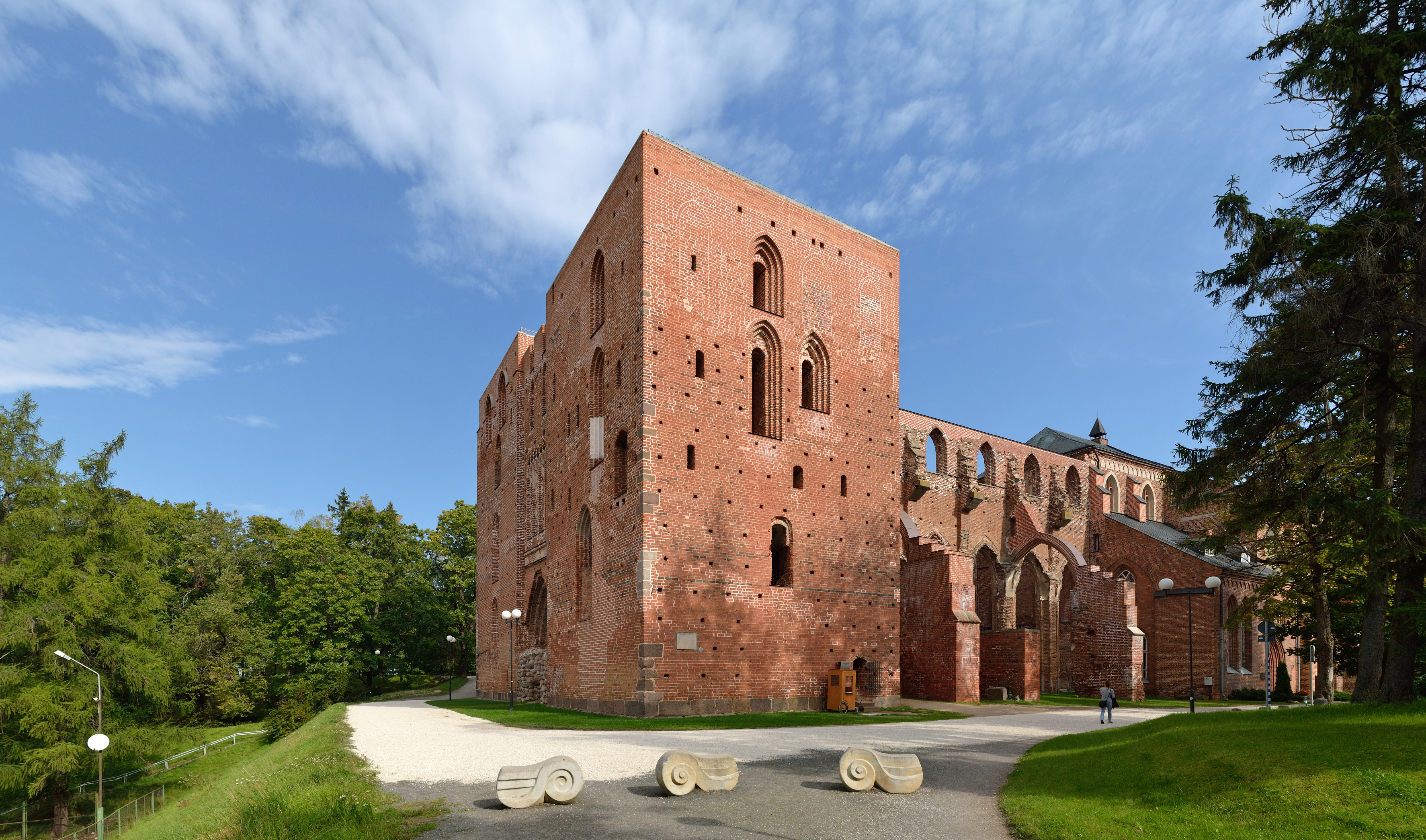
Catedral de Tartu, hoy en ruinas, fue la sede del obispo de Dorpat (Tartu).

El primer obispo de Dorpat (la actual Tartu) fue Hermann von Buxhoeveden, hermano de Albert, obispo de Riga y líder de la cruzada de Livonia. La diócesis estonia fue establecida por el obispo de Riga en 1211 y su primera sede nominal fue Leal (Lihula) en el oeste de Estonia. En 1224, el obispo estonio Hermann tomó posesión de partes de lo que hoy es el sureste de Estonia y eligió a Dorpat como su nuevo asiento; el 6 de noviembre de 1225 fue feudo del principado de Enrique, el Rey de Romanos, y el 1 de diciembre fue creado como una marca del Sacro Imperio Romano Germánico. El principado fue fundado principalmente en los territorios de la tribu Ugaunia, perteneciente a los antiguos estonios. En 1242, el obispo Hermannm, con sus súbditos ugaunianos, fue derrotado por el príncipe de Nóvgorod Alejandro Nevski en la famosa batalla del Lago Peipus.
Se sabe que, durante 1268, Friedrich, el entonces obispo de Dorpat, se llamó a sí mismo también como el "obispo de Carelia", y quedando como antecedente de los títulos nobles de corta duración.
El Obispado de Dorpat fue un importante centro de comercio hanseático.
Al final del siglo XIV, el ex Dietrich Damerow se convirtió en el obispo de Dorpat. Él era un archienemigo de la Orden Livona e hizo una coalición en contra de ella con Lituania, Mecklemburgo y los Hermanos de las vituallas (piratas notorios del mar Báltico). Incluso se le preguntó al rey Ricardo II de Inglaterra para tomar Dorpat bajo su protección. La Orden invadió el obispado en 1379 pero sin éxito. Después de la resolución del conflicto, la Orden Livona perdió su derecho a exigir a los vasallos del obispados tomar parte en sus campañas militares.
Durante sus últimos años, el Obispado de Dorpat tuvo una disputa con Rusia, que se convirtió en más adelante el pretexto principal de la Guerra de Livonia. El zar Iván el Terrible exigió al obispado pagar un tributo enorme de 40.000 táleros. Iván insistió en que Dorpat era la antigua fortaleza rusa de Yuryev (en referencia a la marca rutena de poca duración de la zona luego de la conquista del príncipe Yaroslav I el Sabio, 1030-61). Los gobernantes de Dorpat intentaron negociar una cantidad menor del interés de extender la tregua, pero Ivan despedidió a los diplomáticos y empezaron la guerra. En 1558 Tartu fue conquistada por las tropas rusas y el Obispado de Dorpat dejó de existir.
Al lado de Dorpat (Tartu), había cinco castillos de piedra más en el Obispado:
- Odenpäh (en estonio: Otepää) como el antiguo centro de Ugandi y la primera fortaleza de piedra de obispado;
- Kirrumpäh (Kirumpää) y Neuhausen (Vastseliina) por el importante camino antiguo de Dorpat-Pleskau (Tartu-Pihkva);
- * Oldentorn (Vana-Kastre) y Warbeke o Caster (Uue-Kastre) por el río Emajõgi, que unía Dopat y el lago Peipus.

También hubo un monasterio cisterciense excepcional, el monasterio y abadía de Kärkna (también Valkena o Falkenau) cerca de Dopat.

## El obispado actual
El centro del obispado fue el castillo de Tartu (Dorpat) (en estonio: Toomemägi). El castillo fue dañado durante la Guerra del Norte y fue desmantelado durante el siglo XVIII, más tarde (a principios del siglo XIX) un observatorio fue construido en el sitio. La sede del obispado, la catedral de Tartu o de Dopat, fue dañada durante la reforma protestante y ha estado en ruinas desde el siglo XVII.

## Obispos de Dorpat
- Hermann von Buxhöwden 1224–48
- Alexander 1263–68
- Friedrich von Haseldorf 1268–88
- Bernhard I 1289–1302
- Dietrich I Vyshusen 1302–12
- Nikolaus 1312–23
- Engelbert von Dolen 1323–41
- Wescelus 1342–1344
- Johannes I Viffhusen 1346–73
- Heinrich I von Velde 1373–78
- Dietrich II Damerow 1378–1400
- Heinrich II Wrangel 1400–10
- Bernhard II Bülow 1410–13
- Dietrich III Resler 1413–41
- Bartholomäus Savijerwe 1441–59
- Helmich von Mallinckrodt 1459–68
- Andreas Pepler 1468–73
- Johannes II Bertkow 1473–85
- Dietrich V Hake 1485–98
- Johannes III von der Rope 1499–1505
- Gerhard Schrove 1505–13
- Johannes IV Duesborg 1513–14
- Christian Bomhower 1514–18
- Johannes V Blankenfeld 1518–27
- Johannes VI Bey 1528–43
- Jodokus von der Recke 1544–51
- Hermann II Wesel 1552–60